# Mungo Park Memorial (Gambia)

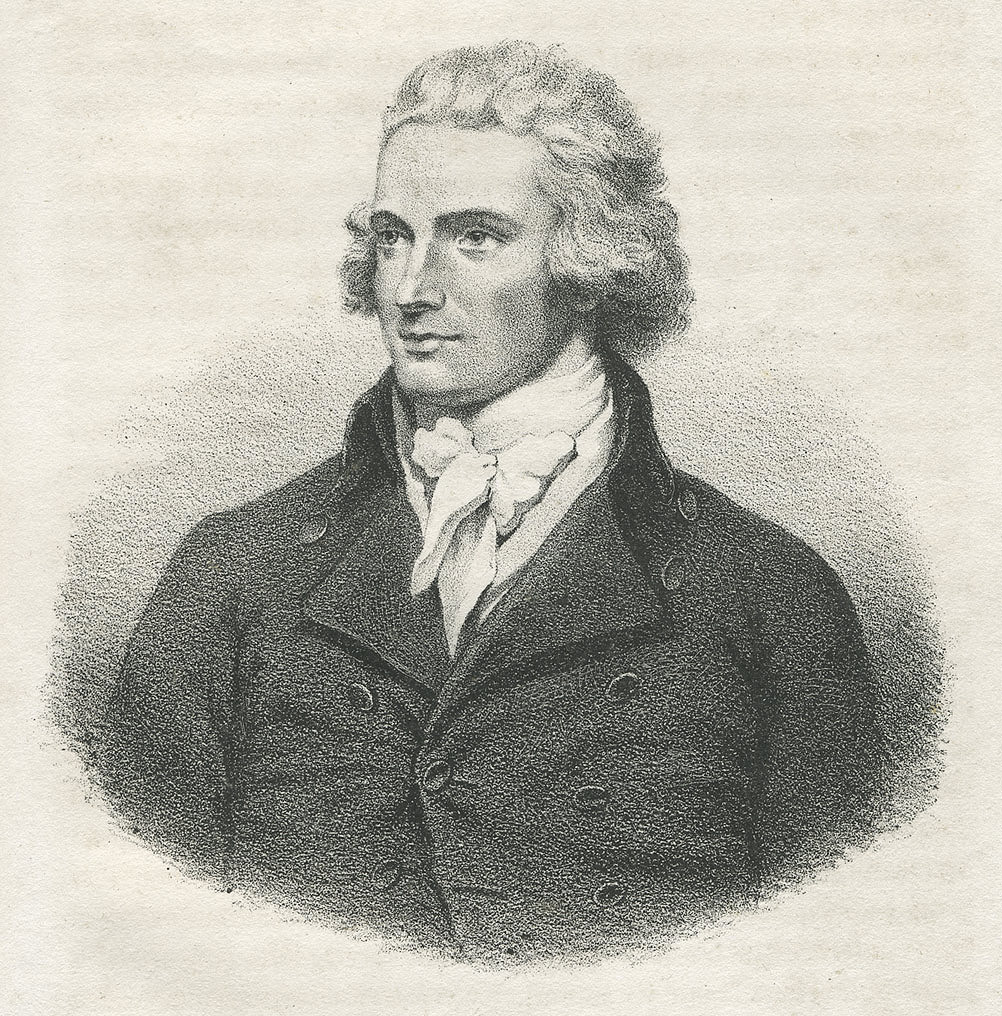
Mungo Park

Das Mungo Park Memorial in Gambia ist dem britischen Afrikaforscher Mungo Park (1771–1806) gewidmet.
Seine beiden Reisen (1795–1797 und 1805–1806) führten ihn über den Fluss Gambia an den Lauf des Nigers. Seine erste Reise war im Auftrag der African Association und sein daraufhin veröffentlichter Reisebericht Travels in the Interior of Africa gilt noch heute als Klassiker. Bei seiner zweiten Reise an den Niger, die durch die britische Regierung finanziert wurde, kam er Januar/Februar 1806 bei Bussa ums Leben.
Im Jahr 1930 wurde von Gouverneur Sir Edward Brandis Denham ihm zu Ehren ein Denkmal in Form eines Obelisken bei Karantaba Tenda, im heutigen Gambia, errichtet. Hier befand sich zu Parks Zeiten die Handelsniederlassung Pisania, von der Park zu seiner Reise aufgebrochen ist. Der auf einem Sockel stehende schlichte Zement-Obelisk steht in der Nähe des Ufers und ist vom Fluss aus zu sehen. Im Dezember 1944 wurde der Obelisk von Gouverneur Sir Hilary Blood um eine Bronzeplatte ergänzt:

„Near this spot Mungo Park set out on the 2nd December 1795 and the 4th May 1805 in his travels to explore the course of the Niger“

Im Mai 2022 wurde die Sanierung dieser Stätte in Auftrag gegeben. Es soll ein Zaun ob den Obelisken gesetzt werden, Bänke zum Verweilen aufgestellt werden und die Stätte wird eine Solarbeleuchtungsanlage erhalten.